# Schizoporella cochinensis
Schizoporella cochinensis is een mosdiertjessoort uit de familie van de Schizoporellidae. De wetenschappelijke naam van de soort is voor het eerst geldig gepubliceerd in 1970 door Menon & Nair.